# Nora Heysen
Nora Heysen AM (Hahndorf, 11 de janeiro de 1911 – Sydney, 30 de dezembro de 2003) foi uma artista australiana, a primeira mulher a ganhar o prestigioso Archibald Prize em 1938 por retratos e a primeira mulher australiana nomeada como artista oficial de guerra.